# Petite Savanne
Petite Savanne este un oraș din Dominica.